# Stolbowoje (Kaliningrad, Krasnosnamensk)
Stolbowoje (russisch Столбовое, deutsch Birkenfelde) ist ein verlassener Ort im Rajon Krasnosnamensk der russischen Oblast Kaliningrad.
Die Ortsstelle befindet sich etwa dreieinhalb Kilometer südwestlich von Tolstowo (Löbegallen/Löbenau).

## Geschichte
Der zunächst Birkenfeldt genannte Ort war im 18. Jahrhundert ein Schatulldorf. Im Jahr 1874 wurde die Landgemeinde Birkenfelde dem neu gebildeten Amtsbezirk Rautenberg im Kreis Ragnit zugeordnet. 1930 wurde, nun im Kreis Tilsit-Ragnit, die Landgemeinde Alt Moritzlauken (ab 1938: Altmoritzfelde) an Birkenfelde angeschlossen.
1945 kam der Ort in Folge des Zweiten Weltkrieges mit dem nördlichen Ostpreußen zur Sowjetunion. 1947 erhielt das eigentliche Birkenfelde den russischen Namen Stolbowoje und wurde gleichzeitig dem Dorfsowjet Tolstowski selski Sowet im Rajon Krasnosnamensk zugeordnet. Später, falls dann noch existent, gelangte der Ort in den Wesnowski selski Sowet. Stolbowoje wurde vor 1975 aus dem Ortsregister gestrichen.

### Einwohnerentwicklung
| Jahr | Einwohner | Bemerkungen                                      |
| ---- | --------- | ------------------------------------------------ |
| 1867 | 97        |                                                  |
| 1871 | 94        |                                                  |
| 1885 | 78        |                                                  |
| 1905 | 57        |                                                  |
| 1910 | 54        |                                                  |
| 1933 | 90        | Einschließlich Alt Moritzlauken                  |
| 1939 | 74        | Einschließlich Altmoritzfelde (Alt Moritzlauken) |

## Kirche
Birkenfelde gehörte zum evangelischen Kirchspiel Rautenberg.